# Бомлиц (река)
Бомлиц (нем. Bomlitz) — река в Германии, протекает по земле Нижняя Саксония. Правый приток реки Бёме.
Река Бомлиц берёт начало в озере Штихтер к югу от Нойенкирхена. Течёт в южном направлении. На реке расположена одноимённая коммуна Бомлиц. Река Бомлиц впадает в Бёме западнее деревни Ютцинген.
Общая длина реки составляет 21,7 км, площадь водосборного бассейна — 71 км². Высота истока составляет 76 м, высота устья — 33 м.